# Sebastian Knell
Sebastian Knell (geboren 1966 in Darmstadt) ist ein deutscher Philosoph und Schriftsteller.

## Ausbildung und Karriere
Sebastian Knell studierte ab 1987 Philosophie, Linguistik, Literaturwissenschaft und Psychoanalyse an der Universität Tübingen und der Universität Frankfurt am Main. Er
wurde 2003 in Frankfurt mit einer sprachphilosophischen Arbeit über Robert Brandom promoviert. Knell war an der RWTH Aachen angestellt und an der Universität Basel, wo er von 2003 bis 2006 Präsident der Basler Philosophischen Gesellschaft war, und arbeitet seit 2011 an der Universität Bonn, wo er 2014 habilitierte. 2015/16 war er Gastprofessor an der Berliner Humboldt-Universität und 2018 Gastprofessor an der Karl-Franzens-Universität in Graz.

## Romane
Mit der Abfassung belletristischer Werke begann Knell in seiner Basler Zeit. Der Name des Protagonisten seines Romans, Burn-In oder wie Parzer der Glückseligkeit verfiel (2017), stimmt mit dem Namen einer Figur einer zwei Jahre zuvor erschienenen Erzählung Evelyn Grills überein; bei Knell wie bei Grill spielt 'Parzer' auf die Parzen an, die laut römischer Mythologie den Lebensfaden spinnen. Burn-In handelt von einem Politiker, der leichtfertig wird und darüber ins Karriere-Aus zu geraten droht. Angeregt zu dem Buch wurde Knell nach eigenen Angaben durch Woody Allens Film Harry außer sich (1997).

## Schriften (Auswahl)
- Burn-In oder Wie Parzer der Glückseligkeit verfiel. Roman. acabus, Hamburg 2017, ISBN 978-3-86282-479-3.
- Die Eroberung der Zeit: Grundzüge einer Philosophie verlängerter Lebensspannen. Suhrkamp, Berlin 2015, ISBN 978-3-518-58619-8.
- mit Marcel Weber (Hrsg.): Länger Leben? Philosophische und biowissenschaftliche Perspektiven. Suhrkamp, Frankfurt am Main 2009, ISBN 978-3-518-29500-7.
- mit Marcel Weber: Grundthemen Philosophie: Menschliches Leben. de Gruyter, Berlin 2009.
- Propositionaler Gehalt und diskursive Kontoführung: eine Untersuchung zur Begründung der Sprachabhängigkeit intentionaler Zustände bei Brandom. de Gruyter, Berlin 2004. Zugl.: Frankfurt (Main), Univ., Diss., 2002
- Der Wirklichkeitsbezug der Interpretation Saul A. Kripkes "skeptisches Problem". Magisterarbeit Universität Frankfurt, Frankfurt am Main 1994.